# إيفانوشكي إنترناشونال
إيفانوشكي إنترناشونال (بالروسية: Иванушки International) أو إيفانوشكي الدولية هي فرقة فتيان روسية تأسست سنة 1994 بالعاصمة موسكو. اشتهرت الفرقة على المستوى الدولي، حيث أنها قدّمت عروضا في عدة دول عبر العالم، منها حتى دول عربية كالإمارات العربية المتحدة.

## أصل التسمية
يتكون إسم إيفانوشكي إنترناشونال من شقين:
- إيفانوشكي: و هي كلمة روسية تعني مجموعة من الشباب الصغار الحاملين لإسم إيفان (إيفانات الصغار)
- إنترناشونال: و هي كلمة باللغة الانجليزية تعني "دولي". تكتب المجموعة الكلمة بالحروف اللاتينية وليس بالحروف الكريلية، في إشارة إلى البعد الدولي والتأثير العالمي للمجموعة.

يحيل الإسم الكامل للفريق إلى مجموعة شباب روسيين يغنون أغان دولية.